# Cornot
Cornot település Franciaországban, Haute-Saône megyében. Lakosainak száma 132 fő (2022. január 1.). Cornot Gourgeon, Combeaufontaine, Confracourt, Lavigney, La Roche-Morey és Vauconcourt-Nervezain községekkel határos.

## Népesség
A település népességének változása:
| Lakosok száma | 143  | 141  | 139  | 137  | 136  | 135  | 133  | 132  |
|               | 2013 | 2015 | 2017 | 2018 | 2019 | 2020 | 2021 | 2022 |